# インピーダンス整合
インピーダンス整合（インピーダンスせいごう、英: impedance matching）とは、電気回路においては信号を送り出す側のインピーダンス（信号源インピーダンス・出力インピーダンス）と受け入れる側のインピーダンス（負荷インピーダンス・入力インピーダンス）を何らかの基準の下に合わせることである（インピーダンスの値を一致させる場合もあるが、必ずしもそうではない）。インピーダンス整合の概念は、機械工学や音響の分野でも用いられる。

## 概要
一般に、エネルギー（電力量など）の伝送をスムーズに行うには様々な工夫が必要である。前段と後段の機器を、ただ単に電気的に連結すればよいというものではなく、エネルギーの反射や損失などによる不都合を生ずることがある。音響ホーンは一種のインピーダンス変換装置であり、インピーダンス整合をおこなって効率よく音響・振動を伝える装置である。
以下では、インピーダンス整合概念のうち、電気回路におけるインピーダンス整合の例と音響インピーダンス、機械インピーダンスについて述べる。ただし、電気回路におけるインピーダンス整合の例のうち、給電線と空中線の間におけるインピーダンス整合については、マッチング (無線工学)を参照のこと。

## インピーダンス整合の意味
電気回路において負荷インピーダンスを変化させるとき、その値が信号源インピーダンスの複素共役となる場合に、伝達される電力が最大となる。これは特に高周波回路や立ち上がりの速いパルスを扱うデジタル回路において重要で、多くの場合、伝送線路の特性インピーダンスも含めて一致させることになり、それをインピーダンス整合と呼んでいる。インピーダンスが整合していないと希望する出力が出なくなったり、伝送線路に反射波や定在波が生じ波形が乱れたり、感電や電波障害などが起きる場合もある。高周波回路においては何も接続されない終端には終端抵抗を接続し、無限長線路が接続されているのと同等にするのが普通である。無駄な電力を消費することになるが、品質保持のためには必要な措置である。
（参照→電力潮流制御）一方、電気回路における音声周波数などの低周波回路では、同じインピーダンス整合という用語が全く異なる意味で用いられる。低周波回路においては上記のことはほとんど問題にならないのでインピーダンスを合わせ込むことはせず、利便性と回路素子の特性から、単に比較的低い信号源インピーダンスで送り出し、高い負荷インピーダンスで受ける場合が多い。しかし雑音指数を最小にしたり（ノイズマッチング）、真空管アンプで定格出力を最大にするなど、なんらかの理由でインピーダンスを最適化することもあり、それをインピーダンス整合と呼んでいる。この意味で最適化されたインピーダンスの値は、ほとんどの場合、上記の信号源インピーダンスの複素共役とは一致しない。つまり同じインピーダンス整合という用語を使っているが内容は全く別のことである。

## インピーダンス整合の例

### トランスによる整合
トランス（変圧器）はインピーダンス整合のために使われる（この場合、変成器と呼ぶことがある）。
一つの例は真空管アンプの出力にスピーカーを接続する場合に用いられる出力トランスである。真空管出力回路に適合する負荷インピーダンスは数 kΩ程度と高く、スピーカーのインピーダンスは 4 - 16 Ω程度と低いので、出力トランスによる整合が用いられる。出力トランスの一次側巻数を N1、二次側巻数を N2 とすると、一次側からはスピーカーのインピーダンスが (N1/N2)2 倍になって見える。たとえば N1/N2 が 10√10 であれば、アンプからはスピーカーのインピーダンスが 1000 倍になって見えるので、 8 Ωのスピーカーは 8 kΩとなって見えることになり、真空管出力回路で駆動するのに適するようになる。
入力側においても入力トランスを用いることがあり、音声回路ではインピーダンス整合とともに、同相雑音除去のための平衡回路を不平衡回路に変換する目的を兼ねることが多い。ただしレコードプレーヤーのムービングコイル (MC) 型カートリッジ用のトランスはインピーダンス整合や平衡‐不平衡変換ではなく、主に昇圧（MM 型とのレベル合わせ）の目的で用いられている。
高周波回路では、受信機のRFアンプなど広帯域が必要な回路で、伝送線路トランスを組み合わせてインピーダンス整合を取ることができる。後述の抵抗減衰器と比べると、適切な周波数にあっては損失が極めて小さいが、変換できるインピーダンス比に制約が生じる。

### コイルとコンデンサによる整合
高周波回路にて、狭帯域でのみ整合が取れれば十分な場合は、コイルとコンデンサの組み合わせによる整合回路が用いられることが多い。コンデンサやコイルの比率を調整することで電源側と負荷側の整合を図る。低周波回路では大抵の場合、実部のインピーダンス整合のみで良いが、高周波回路では虚部のインピーダンス（リアクタンス成分）の整合が必要になる。例えば、電源側と負荷側のインピーダンス比が1であっても、高周波回路では容量成分や誘導成分などのリアクタンス成分を持つのが普通であり、コンデンサやコイルで打ち消すが、これもインピーダンス整合である。
接続する回路または部品のインピーダンスが、複素共役の関係になるように整合回路を設計する。設計方法は、机上計算による方法、スミスチャートを使う方法の他、最近では回路シミュレータを使う方法、ネットワーク・アナライザで合わせこむ方法がある。
アンテナと無線機のインピーダンス整合を取る目的で、値を調整できるコイルまたはコンデンサをT型またはπ型に接続し、専用の筐体に納めたものをアンテナカップラーまたはアンテナチューナと呼ぶこともある。
ラジオや携帯電話など電波を使った機器内部の高周波回路や高周波ICは、インピーダンス整合回路の塊（かたまり）である。

### 抵抗器による整合
低周波の場合
簡単に広帯域にインピーダンスを整合させる方法として抵抗器を用いる方法がある。たとえば負帰還をかけたオペアンプの出力インピーダンスは 0 Ωとみなせるが、特性インピーダンス 75 Ωの同軸ケーブルをつなぐと不整合を生じる。この場合 75 Ωの抵抗器を直列につなぐことにより同軸ケーブルとの整合をとることができる。同様に受け側の非反転型オペアンプの入力インピーダンスは∞とみなせるが、 75 Ωの抵抗器を並列につなぐことで同軸ケーブルとの整合をとることができる。
高周波の場合
LC のみで整合を取ると整合回路自体がフィルタ回路として動作してしまうため、特定の周波数でしか整合が取れない問題が生じる。また、LC を用いて整合をとることで必要以上にゲインが取れてしまったり、インピーダンスが周波数特性を持ってしまい回路が不安定になったりすることもある。そのような場合、抵抗で整合を取ることがおこなわれる。低周波と同様に直列抵抗を挿入する他、抵抗で構成した減衰器を用いることもできる。この目的で加えられた減衰器はパッドと呼ばれ、一般に 3 - 6 dB 程度の減衰量を用いる。 LPF など周波数特性を持つフィルタや、ミキサのように非線形なインピーダンスを持つ回路に対する整合手法としても用いられる。

## 音響インピーダンス
インピーダンスの概念は、交流だけではなく波動一般に広げられる。例えば音波の伝播にもインピーダンスを導入しうる。音響インピーダンスは一つの面における（複素表示による）音圧（SI単位はPa）を（複素表示による）体積速度（SI単位はm3/s）で除したもので，そのSI単位はPa・s/m3である。また，平面進行波について音圧を粒子速度で除したものは，その媒質の特性インピーダンス（SI単位はPa・s/m）と呼ぶ。これは電気における電流に対する電圧の比に対応したものである。特に平面波の場合は媒質の密度と媒質中の音速の積で表される。音響インピーダンスの単位はPa・s/m3又はN・s/m5（結局同じ）である。このように音響インピーダンスと音波についての特性インピーダンスは異なった概念の物理量である。
水の（音響）特性インピーダンスは約1.5×106 N・s/m3であり、空気の特性インピーダンスは約4.1×102 N・s/m3である。よって、例えば水面に向かって叫び声を上げても、空気中の音波は水面でほとんどが反射され水中には伝播しにくい。ここで、軽く大面積の振動板とそれに連結した小面積の振動板を用意し、その面積比を水と空気の特性インピーダンスの比にあわせることにする。小面積の振動板を水面に触れさせ、大面積の振動板に向かって叫び声をあげれば、狭い面積の水に大きな圧力がかかり、効率よく音のエネルギーが水に伝えられる。聴覚系では、耳小骨がこれに近い働きをし、空中の音波を内耳のリンパ液に伝えている。
音波の、チューブの開放端や閉鎖端における反射も特性インピーダンスの違いによるものである。開放端はインピーダンスが低く、閉鎖端はインピーダンスが高くなっている。金管楽器ではラッパ状の開口部はカットオフ周波数以上の音波に対してはホーンとして働き、効率良く音波を放射する。しかし低い周波数の音波に対しては開放端に近い動作をすることになり、管内に定在波が維持される。
音響インピーダンスは媒質中の音速と媒質の密度との積で表される。代表的な媒質の音響インピーダンスを以下に示す。
| 媒質         | 密度 (kg/m3) | 音速 (m/s) | 音響インピーダンス (kg/m2s) | 備考      |
| ------------ | ------------ | ---------- | --------------------------- | --------- |
| 空気         | 1.29         | 331        | 428                         | 1℃、1気圧 |
| 水           | 1×103        | 1452       | 1.5×106                     | 25℃       |
| ガラス       | 2.42×103     | 5440       | 13.2×106                    |           |
| 天然ゴム     | 0.97×103     | 1500       | 1.5×106                     | 1MHz      |
| 氷           | 0.917×103    | 3980       | 3.65×106                    |           |
| 鉄           | 7.86×103     | 5950       | 46.4×106                    |           |
| 銅           | 8.96×103     | 5010       | 44.6×106                    |           |
| アルミニウム | 2.69×103     | 6420       | 17.3×106                    |           |
| 鉛           | 11.3×103     | 1960       | 22.4×106                    |           |
| ポリエチレン | 0.9×103      | 1950       | 1.75×106                    |           |

## 機械インピーダンス
上記音響インピーダンスでは電圧は音圧（面積あたりの力）、電流は粒子の体積速度とに対応関係があった。この関係を更に見ていこう。インピーダンスは複素平面上で扱うのが普通であるが、ここではスカラーで扱える範囲だけを見ることにする。
L（コイル）C（コンデンサ）R（抵抗）の直列回路に電圧eの電源を繋いだところ電流iが流れたとする。これらの素子には全て同じ大きさの電流が流れ、電圧は加算される(*)ので、eとiには
{\displaystyle e=L{\frac {di}{dt}}+{\frac {1}{C}}\int i\,dt+Ri}
の関係がある。ただしL、C、Rはそれぞれコイル、コンデンサ、抵抗のインダクタンス、キャパシタンス、抵抗の大きさである。
一方、質量Mの物体を並列するばねと機械的抵抗（摩擦物や粘性物など、変位の速さに比例した力のかかるもの）で支えたとする。力Fによって、Mが速さvでxだけ変位したとすると、ばねと機械的抵抗も等しく速さvでxだけ変位し、質量Mに合計した力を与える(*)。よって、その時のFとvとの間には
{\displaystyle F=M{\frac {dv}{dt}}+{\frac {1}{C_{m}}}\int v\,dt+R_{m}v}の関係がある。ただしCmはコンプライアンス（ばね定数の逆数）、Rmは機械抵抗の大きさである。
これらの2つの式を見比べると、F - e、v - i、M - L、Cm - C、Rm - Rという対応関係がある。
つまり、機械←→電気の間で
- 並列的な支持←→直列接続
- 力←→電圧
- 速さ←→電流
- 質量←→インダクタンス
- コンプライアンス←→キャパシタンス
- 機械抵抗←→抵抗

のように対応付けると、電気回路の振るまいと機械的な振るまいとを同じ式で表す事ができる。電気的なインピーダンスは電圧／電流であるから、機械インピーダンスは力／平均粒子速度（SI単位は N·s/m）、音響インピーダンスは音圧／媒体粒子の体積速度とすると都合がよい。なお機械的な仕事率は電圧と電流の積（= 電力)に問題なく対応する。
(*)ここでは似而非直流源を用意しているが、実際にはeもFも時間的に変動するもの（交流）を考え、その際は電流と電圧、速度と力の位相を考慮しなければならない。そのために複素数を用いた記述を行う。しかし、重い物は力をかけてもすぐ動き出さない／止まらない（力に対して速度の位相が遅れる）、という性質と電圧をかけてもコイルにはなかなか電流が流れない（電圧に対して電流の位相が遅れる）という性質が共通するものだとは納得できるだろう。ばねとコンデンサの対応関係も同様である。なお、電圧に対して電流の位相が遅れるとは「なかなか電流が流れない」という表現をしたが、誤解されやすい事柄であるが、即に電流は反応するのであるが、その変化の様子が電圧とは異なるという意味である。力と物体の速度についても同様の意味（直ぐに反応はするが変化の様子は力のそれと異なる）である。
複素表現はインピーダンスの項参照。上記の置き換えを行うと機械インピーダンスの式になる。